# Группа демократического централизма
Группа демократического централизма («децисты») — группа в РКП(б), возникшая в начале 1919 года. Возглавлялась лидерами «левых коммунистов» — Т. В. Сапроновым, В. В. Осинским, В. Н. Максимовским, М. С. Богуславским и другими. К 1920 году создали отдельную фракцию, которая и стала основой «Группы демократического централизма» . После решения  X съезда РКП(б) о роспуске всех антибольшевистских партий, часть «децистов» не согласилась с данным решением и продолжила борьбу, следствием чего было решение  XV съезда ВКП(б) об исключении 23 членов группы из партии, а также оценившее их деятельность как антиреволюционную.

## Состав группы
Многие представители группы принадлежали прежде к фракции «левых коммунистов» или к «военной оппозиции». Демократический централизм «децисты» противопоставляли «бюрократическому централизму», выступали против бюрократизации партии и советских органов, на IX съезде — против единоначалия в руководстве предприятиями, а после X съезда, запретившего фракции и группировки в РКП(б) — за свободу фракций и групп внутри партии.
Во главе группы стояли В. В. Осинский, Т. В. Сапронов, В. Н. Максимовский, В. М. Смирнов, А. С. Бубнов, В. В. Косиор, Я. Н. Дробнис.
Наибольшую политическую активность группа «децистов» проявила на IX съезде РКП(б). Сторонники группы имелись во многих региональных организациях большевистской партии — на Урале, в Поволжье, Сибири. 
В 1923 году «децисты» поддержали Л. Д. Троцкого и стали составной частью Левой оппозиции. Они были единственными, кому удалось получить большинство голосов на районной партконференции в Хамовниках и сформировать райком во главе с В.Н. Максимовским.
В дальнейшем некоторые «децисты», например, А. С. Бубнов и В. В. Осинский, отошли от оппозиции, другие, в том числе Т. В. Сапронов и В. М. Смирнов, разойдясь во взглядах с Троцким (считая его недостаточно радикальным), в 1926 году образовали собственную группу — «группу 15-ти» (она же — «группа Сапронова») и были исключены из партии постановлением XV съезда вместе с «троцкистско-зиновьевской» оппозицией. Наконец, третьи, как В. В. Косиор и Я. Н. Дробнис, объединились со сторонниками Троцкого.
Лидеры «децистов», не отошедшие от оппозиции, оказались в числе наиболее стойких и упорных оппозиционеров: ни разу не покаявшись, они последовательно перемещались из ссылок в политизоляторы, оттуда — в лагеря. В годы Большого террора все они были расстреляны, включая бывших «децистов», отошедших от оппозиции ещё в середине 1920-х годов.